# 會德豐
會德豐有限公司（港交所除牌前：0020.HK），曾在香港交易所上市的地產公司，1857年在清國上海創立，前身為會德豐馬登股份有限公司、上海隆豐投資有限公司（在1920年創立）和隆豐國際集團有限公司，現以香港為總部。主要業務是貿易、融資及商業服務、物業租賃及管理、物業出售、酒店經營及庫存管理及投資。1963年1月21日，會德豐首日上市。1970年代，會德豐與怡和、和黃、太古號稱英資四大行，但隨著七十年代油價高企，經營油輪業務的會德豐首當其衝，八十年代世界航運業萎縮，1985年2月，會德豐終被船王包玉剛收購。
目前該公司在香港註冊，現任董事會主席為吳光正之子吳宗權。其附屬公司包括九龍倉集團、會德豐地產，以及九龍倉置業。

## 歷史

### 創辦
會德豐是老牌英資洋行，1925年由英籍猶太人佐治·馬登在上海創立，經營航運及倉存，1932年與加拿大人湯姆士·魏爾洛克（Thomas Wheelock）的上海拖駁船有限公司合併，改組成會德豐（Wheelock Marden）。1941年太平洋戰爭爆發後，該公司將總部及船隊遷冊至英國，但戰後其創辦人對中國失去信心，轉而大力發展航運業務，務求遇到巨變時能儘快撤走。儘管佐治在1959年退休，但發展航運以減少政治風險的方針，一直被其子約翰·馬登沿用，結果卻令它業務大幅落後，最終易手。
約翰生於1919年，12歲前在上海生活，1940年在劍橋大學取得文學碩士學位，二戰時曾服務過英國皇家炮兵，1946年加入會德豐倫敦分公司，他回港後，曾大幅加強香港投資，透過收購進軍地產、零售百貨業務，其中前身為香港麻纜公司的香港置業信托，成為集團地產業務的旗艦；英資大百貨公司連卡佛在1968年亦為旗下附屬公司。1971年，會德豐以發行新股方式（約擴大後股本三成），收購華商張玉良旗下的聯邦地產有限公司，令集團擁有國際大廈及聯邦大廈兩橦中環高級商廈，交易完成後，馬登家族持股被攤薄，張玉良成為大股東，但約翰·馬登仍然是會德豐董事會主席，1972年透過夏利文發展有限公司，在港九各區發展地產物業。1970年代會德豐已成為香港主要地產發展商之一。

### 首次求售
會德豐雖然擁有200家子公司，業務眾多，但旗艦業務仍是航運業。1967年中東戰爭爆發，埃及宣布封鎖蘇伊士運河，此舉令歐亞航線被迫伸長，對油輪需求大增，會德豐在1972年決定把旗下上市公司鋼業有限公司改組為會德豐船務國際有限公司，專責發展航運，1974年再與世界船王包玉剛合組會德豐有限公司，佔51%股權；然而，同一時期，石油危機爆發，而且蘇伊士運河重開，會德豐1973年的經常性盈餘曾達1.8億港元，1974年已下滑至6900萬，翌年再跌至2900萬元。
至此，會德豐董事會主席約翰。馬登已意興闌珊，安排怡和、置地兩大英洋在1976年10月21日提出收購會德豐，消息轟動市場，若然合併成功，怡和的實力將超越匯豐。1976年，獲匯豐大幅入股的和記國際，於10月26日即時宣布介入收購戰，期間多間英資、華資公司均盛傳有意買入。最終，同年12月，會德豐與怡和及置地決定，10天內若未能達成交易協議，收購計劃將會取消，這場收購戰最終在多間公司爭奪下而難產。
然而，1976年，香港經濟復蘇，地產市場再次蓬勃，這令會德豐的地產業務得到擴充，並在1977年與港燈在北角發展富澤花園第一期，又在荃灣、新浦崗興建工業大廈，令集團資產值大幅上升。儘管如此，當時會德豐發展地產時，寧可將下地皮重新估值，撥作資本，再與其他具實力的發展商合作，分薄利潤。其中，1980年，會德豐旗下的聯邦地產與李嘉誠的長江實業組成卓見投資有限公司，各佔50%股權；卓見先以10億元購入會德豐旗下的聯邦大廈及國際大廈，先收取5億現金，隨後李嘉誠借助卓見把兩座大廈大以22.35億出售，再讓會德豐套現11億，而李嘉誠亦分得11億元，扣除原先支付會德豐的5億元後，短短數月就賺了6億元；同時，卓見又收購長實旗下銀禧花園40%業權，使會德豐間接持有該屋苑20%權益。會德豐對香港前景信心不足、營商手法過於保守，終令它的盈利遠遠落後於長實、新鴻基等發展商。

### 航運業大退倒
真正令會德豐重創是1980年航運業的倒退所致。1979年至1980年，包玉剛對世界船務前景看淡，大量出售船隻，但會德豐此時不但向包玉剛購入大量船隊，並進一步在日本、西班牙、丹麥、中國訂造新船，短短3年船隊數目大增18輪，1982年其船隊固定資產淨值已達16.33億元，較1979年的9.41億元大增70%。這一錯誤判斷，終令會德豐在1983年錄得6000萬元虧損。對照之下，包玉剛眼見旗下的第二大客戶日本輪船公司1978年因經營不善而瀕臨倒閉，已對航運深存戒心，隨後採取「棄舟登岸」的策略，以賤價出售大量船隊，甚至不惜拆毀油輪作廢鐵出售，到1986年時它的船隊已減至65艘，載重量800萬噸，只及全盛期的四成。

### 再次求售
會德豐原本華商張祝珊後人張玉良及猶太世家馬登家族為兩大主要股東，兩家多年來每多爭執，本已貌合神離，由於看淡香港前景，兩者均有退股之意。
1985年2月14日下午會德豐突然停牌，宣佈新加坡富商邱德拔已由馬登家族手上收購13.5%投票權的股票，同時提出以A股$6，B股$0.6（A股面值相當於B股5倍，但具有相同的投票權）全面收購建議。張玉良認為被馬登出賣，故將股權轉讓予包玉剛，並要求完全控制會德豐，不容對手反收購。2月16日，包玉剛屬下九龍倉宣佈以A股$6.6，B股$0.66全面收購會德豐，並聲稱直接間接持有34%投票權的會德豐股票。2月19日邱德拔將收購價提高至A股$7，B股$0.7。由於聯合企業持有6.8%的會德豐股權，2月25日包玉剛宣佈以每股$11收購聯合企業，2月26日宣佈提高收購價至A股$7.5，B股$0.75。3月15日，包玉剛已持有起過50%的會德豐的股權，同日邱德拔宣佈接受包玉剛收購建議，由於包玉剛奪會德豐及其屬下七間上市公司，成為擁有最多上市公司的財團之一。最後包玉剛於同年6月私有化會德豐，並透過系內資產重組，把隆豐國際成為系內控股公司，直至1993年隆豐國際通過易名為會德豐，並於11月24日再次成為恆生指數成份股，但在2005年6月6日起，再次剔除恆生指數成份股之列。

## 近年買賣及交易明細
2010年3月2日新世界發展及會德豐合組的威翰有限公司各佔五成權益投得港鐵在尖沙嘴柯士甸站C及D地盤位宅項目， 總可建樓面面積逾128萬平方呎可建千二個單位。
柯士甸站項目補地價達到117億元，每呎樓面地價9130元。
2012年1月12日會德豐旗下公司Fortune Precision Limited，以18.6億元投得將軍澳唐俊街第66B2區將軍澳市地段第119號的商住限量地
2013年1月30日會德豐地產旗下Wascott Property Limited以13.88億元，每方呎樓面地價約3683元投得屯門掃管笏低密度住宅地
2013年4月10日會德豐旗下Great Horwood Limited以24.492億元，每呎樓面地價約4,300元奪得將軍澳第65C1區將軍澳市地段第112號限量住宅地皮，地皮面積49,856方呎，最高樓面面積569,459方呎，為住宅用途，項目設有單位數量限制，伙數不得少於655個
2013年4月10日宏利人壽保險（國際）以45億元向會德豐地產購入觀塘海濱道83號One Bay East西座全幢商廈。One Bay East 西座將命名為Manulife Tower（中文命名為「宏利大樓」）。宏利計劃於2016年進駐Manulife Tower，並以此為其香港營運總部。
2014年6月，花旗集團以54.25億港元購入One Bay East東座全幢。
2015年11月12日中國人壽保險（海外）以58.5億元，呎價約14,885元，向會德豐地產購入紅磡紅鸞道18號One HarbourGate全幢西座樓高15層，樓面面積約為35.7萬方呎商廈及西座樓高兩層，樓面面積約3.6萬方呎商舖。中國人壽海外計劃於物業2016年底落成後進駐，並以此為其香港營運總部。
2016年3月，會德豐向九龍倉出售會德豐大廈。
自吳宗權上任後，會德豐積極投地及賣樓，連續兩年賣樓收益逾百億元，並吸納4個住宅土儲，可建近5,300伙單位。
2019年12月18日九龍倉置業以64.16億港元向會德豐購入一間投資控股公司Star Attraction Limited，該公司主要資產包括新加坡烏節路購物帶中心投資物業Scotts Square和偉樂坊
2019年12月18日九龍倉集團以13.62億現金向母公司會德豐（0020）收購位於杭州富陽市的住宅發展項目「雍景山」100%權益。
2020年6月16日，會德豐私有化方案獲得通過，最後交易日為6月18日，撤銷上市日期為2020年7月27日。

## 外部連結
- 會德豐有限公司 官方網站 （页面存档备份，存于）